# Red Margaret, Moonshiner
Red Margaret, Moonshiner é um curto filme mudo norte-americano de 1913, do gênero romance, dirigido por Allan Dwan e estrelado por Pauline Bush e Murdock MacQuarrie, juntamento com Lon Chaney. O filme é hoje considerado perdido.

## Elenco
- Pauline Bush - Red Margaret
- Murdock MacQuarrie - Agente do governo
- James Neill - O xerife
- Lon Chaney - Lon